# Tren de nit a Lisboa

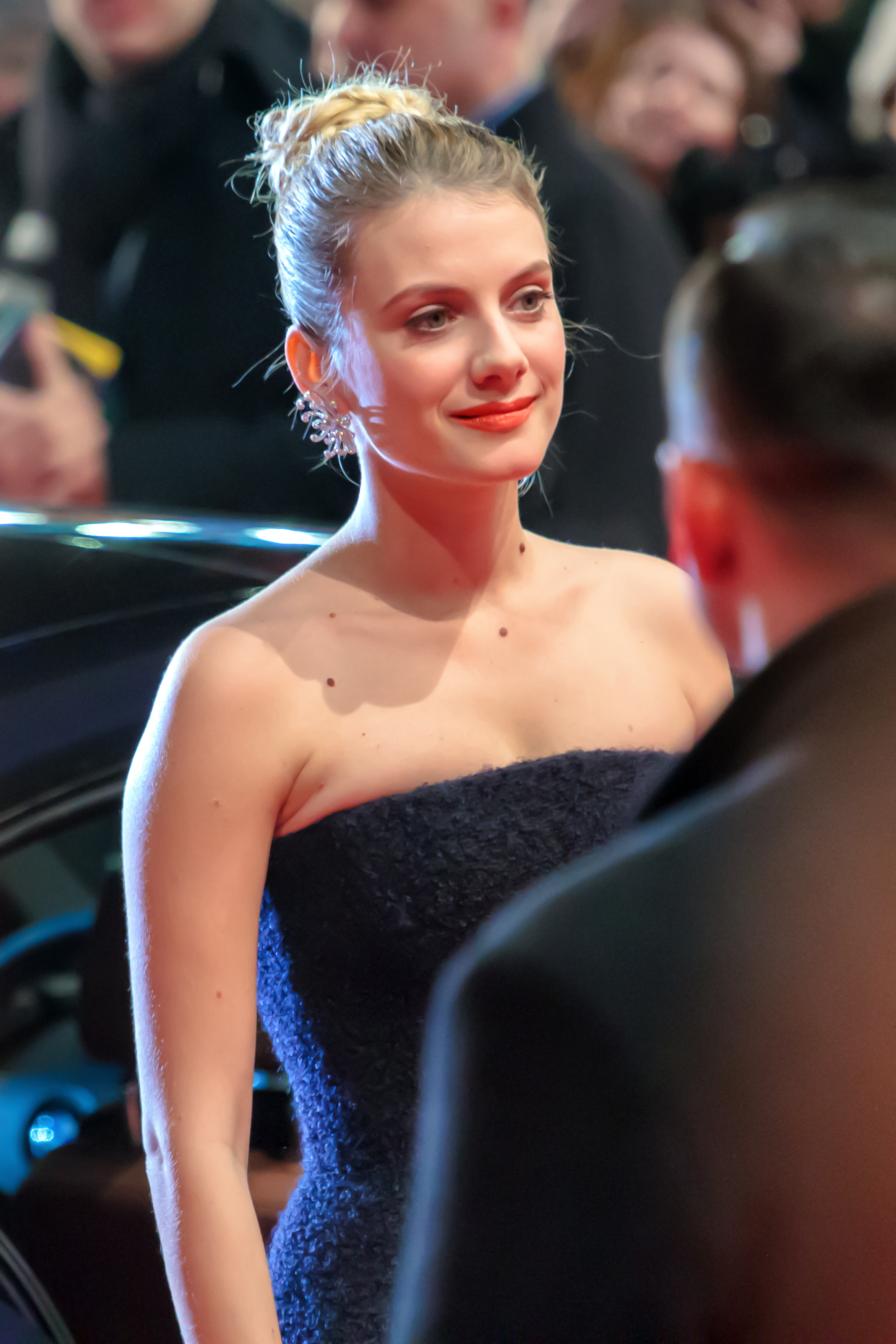
L'actriu principal, Mélanie Laurent, a la presentació de la pel·lícula a la Berlinale 2013.

Tren de nit a Lisboa (títol original en anglès, Night Train to Lisbon) és una pel·lícula dramàtica en anglès de 2013 coproduïda internacionalment, dirigida per Bille August i protagonitzada per Jeremy Irons. Basada en la novel·la del 2004 Nachtzug nach Lissabon de Pascal Mercier i escrita per Greg Latter i Ulrich Herrmann, la pel·lícula tracta sobre un professor suís que salva la vida d'una dona i després abandona la seva carrera docent i la seva vida reservada. La pel·lícula es va estrenar fora de competició al 63è Festival Internacional de Cinema de Berlín. S'ha doblat i subtitulat al català.